# 陳世明
陳世明（1948年—）为臺灣藝術家，創作媒材多樣，包含素描、水墨、油畫、複合媒材、攝影等，主要創作方式包含具象鉛筆素描、抽象繪畫，近年來並發展出攝影繪畫，活躍於80年代臺灣藝壇，展覽經驗豐富，曾擔任國立臺北藝術大學美術系教授。

## 習畫歷程
陳世明1948年出生於彰化縣溪州鄉，年少時期就對繪畫產生興趣，中學時曾向西螺中學教師陳誠學習素描及水彩。1967年至1970年期間就讀於國立臺灣藝術專科學校美術科（今國立臺灣藝術大學），求學期間曾向李澤藩、楊三郎、李梅樹、洪瑞麟、陳景容等臺灣前輩藝術家學習。
國立臺灣藝專畢業後，陳世明前往西班牙求學，1973年至1976年進入西班牙皇家聖費南多美術學院（西班牙語：Real Academia de Bellas Artes de San Fernando）學習，期間受到西班牙藝壇重要藝術家，包含羅培茲（西班牙語：Antonio Lopez-Garcia）、塔皮埃斯及米羅的影響。畢業後於1977年轉往紐約視覺藝術學院進修，而後於同年返台，並投入臺灣藝壇持續進行創作及藝術教育，1984年至2013年任教於國立藝術學院美術系（今國立臺北藝術大學）。

## 作品風格
1983至2003年间陳世明早期的作品表現可分為兩大脈絡，一為鉛筆素描，以「精細素描」為其特色，用鉛筆描繪植物、水石，畫風精準簡約細膩，布局呈現寂靜清雅、空靈潔淨的感覺。二為抽象幾何系列繪畫，在畫面上編排組合幾合色塊，色相簡潔明亮，並輔以拼貼方式創作，強調空間的重新組構。
2004年以後，專注於攝影創作，著重時間與空間的轉化、聚合，每一幅作品都是由數張相片組合疊加，並重新建構組織出燦爛多彩的畫面。

## 典藏作品
陳世明作品目前分別由國立臺灣美術館、臺北市立美術館及高雄市立美術館典藏，如下：
國立臺灣美術館典藏
- 〈81-02〉1981年
- 〈85-02〉1985年
- 〈探源之旅〉1991年
- 〈95-21〉1995年

臺北市立美術館典藏
- 〈牆〉1975年
- 〈水石〉1982年
- 〈三心〉1991年
- 〈法〉1991年
- 〈昇之一〉1991年
- 〈黑白之間〉1992年

高雄市立美術館典藏
- 〈94—06〉1994年

## 展覽

### 個展
1980年 個展，阿波羅畫廊，臺北
1984年 個展，春之藝廊，臺北
1986年 個展，馬爾科尼畫廊，義大利米蘭
1992年 個展，誠品畫廊，臺北
1992年 個展，阿普畫廊，高雄
1996年 個展，誠品畫廊，臺北
1999年 「無念/表白－在凝視與被凝視之間」，臻品畫廊，臺中
2000年 「真相大白—止念凝視的實踐與傳訊」，誠品畫廊，臺北
2003年 「氣動寫形」，台北縣立文化中心，臺北
2012年 「縱深語境」，台北市立美術館，臺北

### 聯展
1982-1983年 入選國際米羅素描雙年展
1985年 「雄師美術雙年展」，雄師畫廊，臺北
1989年 「當代藝術家系列展」誠品畫廊，臺北
1990年 「中國現代藝術的風貌-藝術行動世界巡迴展」，澳門市政廳展覽畫廊，中國
1993年 「台灣美術新風貌」，臺北市立美術館，臺北
1993年 「台灣訊息展—中華民國當代藝術」，臺灣省立美術館(今國立臺灣美術館)，臺中
1994年 「台北現代藝術」，曼谷國家美術館，泰國
1996年 「線的力量—第二屆國內外現代素描展」，杜象藝術空間，高雄
1996年 「新素描展」，新台北藝術學會，臺北
1998年 「複次元的世代—台灣現代藝術」，巴黎文化中心，法國，臺北市   立美術館，臺北
1998年 「線的力量—當代國際素描藝術展」，臺北藝廊，美國紐約
1999年 「意念大作—七人展」，龍門畫廊，臺北
1999年 「紙上作品展邀請展」，國立臺北藝術大學，臺北
1999年 「當代臺灣藝術展」，薩拉歌薩市政府，西班牙
1999年 「巴黎今日大師與新秀大展」，巴黎布朗麗展覽館，法國
1999年 「複數元視野—臺灣當代美術」，中國美術館，北京
1999年 「生生不息」，富邦藝術基金會，臺北
1999年 「亞熱帶繪畫風雲」，新儒家藝術空間，臺中
1999年 「藝術點線面展」，嘉義市文化中心，嘉義
1999年 「永康街藝術季」，甲桂林文教基金會，臺北
1999年 「磁性書寫—一念之間」，伊通公園，臺北
2000年 「捕風捉影—魅力素描展」，誠品畫廊，臺北
2004年 「幾何‧抽象‧詩情」，台北市立美術館，臺北
2005年 「臺灣具象繪畫展」，臺北市立美術館，臺北
2005年「二○○五關渡英雄誌─台灣現代美術大展」，國立臺北藝術大學， 關渡美術館
2022年「大巧不工─黎志文、陳世明雙個展」，耘非凡美術館，臺南

## 外部連結
1. 財團法人中華民國帝門藝術教育基金會藝術資料庫-藝術家陳世明
2. 非池中藝術網-華人藝術家陳世明 （页面存档备份，存于）
3. 藝境畫廊-藝術家陳世明 （页面存档备份，存于）